# Dipendenza dal computer
La dipendenza dal computer può essere descritta come l'uso eccessivo o compulsivo del computer, che persiste nonostante gravi e negative conseguenze per le attività personali, sociali o lavorative.

Block ha dichiarato:
(Block, Issues for DSM-V: Internet Addiction)
Mentre si pensava che questo nuovo tipo di dipendenza avrebbe trovato un posto nei disordini compulsivi del DSM 5, nell'attuale edizione del Manuale diagnostico e statistico dei disturbi mentali, è ancora considerato come un disturbo non ufficiale.
Il concetto di dipendenza da computer è sostanzialmente suddiviso in due tipi: computer dipendenza offline e dipendenza da computer on-line. Il termine computer dipendenza off-line è normalmente usato quando si parla di comportamento da gioco eccessivo, che può essere praticato sia offline che online. La dipendenza da computer online, nota anche come dipendenza da Internet, è più seguita dalla ricerca scientifica rispetto alla dipendenza da computer offline, soprattutto perché la maggior parte dei casi di dipendenza da computer sono legati all'uso eccessivo di Internet.
Sebbene il termine dipendenza sia generalmente usato per descrivere la dipendenza da droghe, può anche essere usato per descrivere l'uso patologico di Internet. Esperti in materia di dipendenza da Internet hanno descritto questa sindrome come: un individuo che lavora intensamente su Internet, l'uso prolungato di Internet, l'uso incontrollato di Internet, incapace di utilizzare Internet per il tempo sufficiente, non interessato al mondo esterno, non interessato a passare il tempo con altre persone, con aumento della solitudine e del senso di sconforto.
Tuttavia, non tutte le persone che passano ore davanti al computer sono considerati dipendenti. Ci sono molti usi per dei computer e di Internet, e in molti casi, un individuo può passare 6 o più ore in un giorno al computer, ma non essere considerato un tossicodipendente. Ogni singola situazione è diversa e quindi non è possibile determinare un numero di ore che è (o non è) considerato una possibile dipendenza da computer.
Inoltre, finora mancano studi di follow-up a lungo termine per riportare effetti duraturi nel tempo o possibili cambi comportamentali permanenti.